# Mesopotâmia (província romana)
Mesopotâmia foi o nome de duas províncias romanas distintas situadas na região homónima, uma de curta duração, criada pelo imperador Trajano e, 116-117, e outra criado por Septímio Severo c. 198, que durou até às conquistas islâmicas do século VII. A província ocupava apenas uma parte do que usualmente se designa em sentido lato por Mesopotâmia, e situava-se no que são hoje as regiões fronteiriças entre a Turquia, Síria e Iraque.

## A província de Trajano
Em 113, o imperador Trajano (r. 98–117) lançou uma guerra contra o inimigo oriental de Roma, o Império Parta. Em 114 conquistou a Reino da Armênia, que foi transformada por um breve período na província da Armênia. No final de 115 tinha conquistado o norte da Mesopotâmia, que também foi anexada como uma província no início de 116, tendo então sido cunhadas moedas para comemorar o evento.
Mais tarde, ainda em 116, Trajano marchou para o centro e sul da Mesopotâmia, expandindo e completando a província), e para lá do rio Tigre até Adiabena, que ele anexou a outra província romana, a Assíria. Mas não se ficou por aí. Nos últimos meses de 116, conquistou a grande cidade de Susa e depôs Osroes I da Pártia, substituindo-o por um governante fantoche, Partamaspates no trono parta. Nunca o Império Romano tinha avançado ou voltaria a avançar tão longe a oriente.
Porém, logo após a morte de Trajano, o seu sucessor Adriano (r. 117–138) abandonou os territórios conquistados a leste do rio Eufrates, que se tornaria novamente a fronteira oriental do Império Romano.

## A província de Septímio Severo
O norte da Mesopotâmia, ou Mesopotâmia Superior (em árabe: Al Jazira), incluindo Osroena, voltou novamente ao controlo dos romanos durante a expedição de Lúcio Vero, mas não foi organizado formalmente como província. Em vez disso, o governo da região foi entregue a governantes locais vassalos dos romanos, embora fossem mantidas guarnições militares romanas, nomeadamente em Nísibis. O domínio romano foi ameaçado em 195, durante a guerra civil entre Septímio Severo (r. 193–211) e o usurpador Pescênio Níger, quando rebeliões rebentaram na área e Nísibis foi cercada. Severo restabeleceu rapidamente a ordem e organizou a Osroena como província.
Septímio iniciou depois uma guerra contra a Pártia, que conclui com vitoriosamente com o saque de Ctesifonte, a capital parta. Como Trajano, Severo restabeleceu a província da Mesopotâmia em 198, com Nísibis, elevada ao estatuto de colónia, como capital. Ao contrário da província de Trajano que incluía toda a Mesopotâmia entre os rios Tigre e  Eufrates, a nova província era limitada a sul por Osroena, Tigre e  Eufrates a norte e rio Quaboras (atual Cabur) a leste. Durante o resto da sua existência, a província seria um pomo de discórdia entre Romanos e Persas, sofrendo muito nas recorrentes guerras romano-persas.
No tumulto que se seguiu ao ano dos seis imperadores, em 239–243, Artaxer I (r. 224–242), o fundador do novo Império Sassânida que substituiu os Partas, atacou e invadiu a área, que no entanto seria retomada por Timasiteu antes da sua morte em 243. Na década de 250, os xá Sapor I (r. ca.  240–270) atacou a Mesopotâmia romana e combateu com o imperador romano Valeriano (r. 253–260), que capturou em Edessa em 260. Contudo, no ano seguinte Sapor sofreu uma pesada derrota frente a Odenato, o rei árabe de Palmira e foi expulso da Mesopotâmia.
Com as reformas de Diocleciano (r. 284–305) e Constantino (r. 306–337). a província passou a fazer parte da Diocese do Oriente, que, por sua vez, estava subordinada à prefeitura pretoriana do Oriente. Nísibis e Singara, juntamente com o território de Adiabena, conquistado por Diocleciano, foram perdidas depois do fiasco da expedição de Juliano, e a capital foi movida para Amida, enquanto que a sede do comandante militar, o duque da Mesopotâmia (dux Mesopotamiae), ficou em Constantina. Outras cidades importantes da província eram, por exemplo, Martirópolis e Cefas.
Depois das dificuldades enfrentadas pelas tropas romanas na Guerra Anastácia de 502–506, o imperador romano do Oriente Anastácio I (r. 491–518) construiu a fortaleza de Dara para contrabalançar o peso estratégico de Nísibis e ser a nova base do duque da Mesopotâmia. Durante as reformas de Justiniano I (r. 527–518), a província foi dividida: as partes a norte, incluindo Martirópolis, foram para a nova província de Arménia IV; o resto foi dividido em dois distritos civis e eclesiásticos. O primeiro desses distritos foi formado pela região a sul do Tigre, com capital em Amida; o segundo compreendia a região de Tur Abdim e tinha a capital em Dara.
A província foi muito afetada com as quase constantes guerras com a Pérsia no século VI. Em 573 os Persas chegaram a conquistar Dara, que seria recuperada pelos Bizantinos com o acordo de paz de 591. A cidade-fortaleza voltaria a ser perdida para os Persas na grande guerra de 602–628, mas voltou a ser retomada. A região seria depois definitivamente perdida durante as invasões muçulmanas de 633–640.

## Sés episcopais
As sés episcopais da província e que aparecem no Annuario Pontificio como sés titulares são:
- Amida
- Arsamósata (perto de Elaze)
- Balabitena (perto de Palu)
- Betzabda (Cizre)
- Cefa (Haçane-Quefe, Osne-Quefe? Reshica?)
- Dadima (Tadem, Dadem)
- Dara
- Hirta (em Najafe e Cufa)
- Ingila (Agel, Ingil, Angel)